# Hurghada

Hotelul 1001 de nopți

Hurghada (arabă الغردقة‎ - al-ġurdaqa) este un fost sat pescăresc de pe țărmul  Mării Roșii din Egipt. El a devenit din anii 1980 un centru turistic important din Egipt, care are în prezent 60.000 de locuitori din care ca. 10.000 locuiesc ilegal fără aprobarea administrației de a domicilia în localitate. Acești locuitori provin în general din regiunile sărace de pe valea Nilului. Centrul turisitic și balnear s-a dezvoltat printr-un sprijin financiar arab, nordamerican și european. Plajele de nisip de la Marea Roșie au fost vizitate în anul 2004 de ca. 1 milion de turiști, din care cei mai mulți erau veniți din Germania, Anglia, Rusia și fostele republici sovietice. Azi Hurghada se prezintă ca un șirag de hoteluri cu o arhitectonică orientală, terminate sau în construcție înșirate de-a lungul litoralului Mării Roșii. In apropierea orașului se află un aeroport internațional. Așezarea El-Guna situată pe malul unei lagune a fost construită exclusiv în scop turistic, mai există asemenea lagune pe o lungime de 22 km.

## Date generale
Hurghada a fost întemeiată ca o așezare mică de pescari la începutul secolului XXI de omul de afaceri egiptean „Samih Sawiris”. La nord de Hurghada se află centrul de administrare a bazinului petrolier din Golful Suez. Populația Hurghadei se triplează în timpul sezonului turistic, deoarece orașul este situat într-o regiune tropicală, el este vizitat și atunci când în zona temperată s-a încheiat sezonul turistic. Regiunea înconjurătoare a localității este o regiune de deșert în care se organizează excursii safari cu vizitarea unor sate de beduini.

## Stațiunea Hurghada
În Marea Roșie sunt unele dintre cele mai frumoase bariere de  corali din lume, care constituiesc habitatul sutelor de specii de pești tropicali. 
Statiunea se întinde pe o lungime de circa 40 de kilometri, de-a lungul litoralului. În ultimii ani a devenit un clasic al vacanțelor "all-inclusive" organizate de agenții de voiaj europene, dar cu puțin timp în urmă era un simplu sat de pescari. Azi numără 40.000 de locuitori și este împărțită în trei zone: Downtown (El Dahar) este partea antică, Sekalla cea moderna iar El Korra Road cea mai recentă. În zona Sekkala sunt numeroase hoteluri, la Dahar este bazarul, biroul poștal și stația de autobuze.